# 잔루이지 렌티니
잔루이지 렌티니(이탈리아어: Gianluigi Lentini, 1969년 3월 27일, 피에몬테 주 카르마뇰라 ~)는 이탈리아의 전직 프로 축구 선수로, 현역 시절 주로 측면 미드필더로서 좌측면을 맡았다.
그는 한때 가장 가치가 높은 축구 선수였는데, 1992년에 토리노에서 실비오 베를루스코니의 밀란으로 18.5 ITL(£13M에 상응하는 가치)에 입단했다.

## 클럽 경력
렌티니는 피에몬테 주 카르마뇰라의 시칠리아인 가정 출신으로, 렌티니는 토리노 유소년부 출신이다. 1군에서 몇 차례 출전한 그는 1988-89 시즌에 세리에 B의 안코나로 임대되어 보냈다. 그는 강등된 원 소속 구단으로 복귀했는데, 1989-90 시즌에 6골을 득점해 소속 구단의 세리에 B 우승과 1년 만의 세리에 A 복귀에 일조했다.
에밀리아노 몬도니코 감독이 이끈 1991년에 미트로파컵 우승을 거두었고, 1991-92 시즌에는 UEFA컵 결승전에 올랐고, 1991-92 시즌에는 세리에 A 3위의 돌풍을 이끌었다.
그가 토리노에서 선보인 솜씨, 재능, 그리고 인상적인 활약상은 대형 구단의 관심을 끌었고, 이탈리아 국가대표팀에 처음으로 차출되기도 했다. 그는 결국 1992년에 £13M으로 역대 최고 이적료 기록을 경신하며 밀란에 입단했고, 파비오 카펠로의 휘하에 1992-93 시즌 통틀어 7골을 득점하며 세리에 A 우승을 달성했고, 1992년과 1993년에 모두 수페르코파 이탈리아나를 추가하고, 챔피언스리그 결승전에도 올랐지만, 마르세유에 패하면서 준우승에 그쳤다.
밀란 입단 1년 후에 24세였던 렌티니는 1993년 8월에 제노바의 개막 전 대회 후 귀가길에서 심각한 교통사고를 당했다. 그는 두개골이 골절되었고, 한쪽 안와골 부상도 당하면서 2일 동안 중태에 빠져 있었다. 사고 후, 그는 1993-94 시즌 말에 현장으로 복귀했으나, 다시 전광석화의 공몰이 솜씨를 보이지 못했다. '기억상실증', 희미한 시력, '주기적 현기증'으로 그는 이전의 화려한 모습의 그림자를 벗어나지 못했다. 그의 당시 동료였던 마르셀 드사이는 "그의 극명한 차이가 나는 사고 전과 사고 후의 솜씨를 봤어야 합니다." 진술하기에 이르렀다. 그는 밀란 말년을 흐지부지 보냈는데, 1993-94 시즌에 챔피언스리그와 세리에 A를 동시에 석권했지만, 후보 선수로서 대부분 보내며 얻은 우승이었다. 당대 최고 이적료를 세운 선수라고 보기에는 무색할 정도로 초라했다. 이어지는 2년 동안 그는 몇 차례 더 출전하는데 그쳤는데, 그래도 1994년 수페르코파 이탈리아나와 같은 해 UEFA 슈퍼컵 우승, 인터콘티넨털컵과 이듬해 챔피언스리그 준우승을 이룩했다. 그는 밀란에서의 마지막 시즌인 1995-96 시즌에 자신의 세번째 세리에 A 우승을 거두었다.
1996년, 그는 밀란에서 아탈란타로 이적해 한 시즌을 보냈고, 중위권 구단에서 필리포 인차기와 한배를 탔고, 이후 6개 구단을 전전했다. 그는 1997년에 토리노로 복귀해 3년을 보냈고, 1998-99 시즌에는 소속 구단의 세리에 A 승격을 이룩했지만, 그 다음 해에 강등되었고, 이후 하부 리그의 중소 구단들을 전전했다. 그는 토리노를 떠난 후 코센차 칼초(2001-03), 코센차(2003-04), 카넬리(2004-08), 사빌리아네세(2008-09), 그리고 니체세(2009-11)에서 뛰었고, 2011-12 시즌에 카르마뇰라를 끝으로 43세에 축구화를 벗었다.

## 국가대표팀 경력
렌티니는 1987년과 1990년 사이에 이탈리아 U-21 국가대표팀 경기에 2번 출전했는데, 첫 출전 경기는 1989년 11월 29일이었다. 그는 1990년 U-21 선수권 대회에서 4강을 차지한 체사레 말디니호의 일원으로, 대회를 3위로 마감했다. 토리노 시절, 그는 첫 이탈리아 국가대표팀 경기에 출전했는데, 1991년 2월 13일에 테르니에서 벌어진 벨기에 국가대표팀에서 신고식을 치렀는데 이 경기를 0-0으로 비겼다. 아리고 사키 호의 주전으로 1994년 월드컵 예선전에 출전했으나, 1993년 8월에 교통 사고로 부상을 당한 이후로 꾸준한 활약을 펼치지 못하면서 더 이상 국가대표팀 경기에 차출되지 못했다. 그는 이탈리아 국가대표팀 경기에 13번 출전했는데, 마지막 국가대표팀 경기는 1996년 11월 6일에 치른 경기였다.

## 플레이스타일
"그의 재능은 대단했습니다… 빠르고, 강인하고, 신체조건이 뛰어나고. 매우 좋았습니다."— 파비오 카펠로 전 밀란 감독, 1993년 교통사고 이전 렌티니의 능력을 회고하며.

렌티니는 1993년, 그의 경력에 큰 악영향을 끼친 교통 사고 이전의 전성기에 매우 전두유망한 유망주로 촉망받았고, 주력, 기동력, 효율, 육체적 강인함, 지능, 그리고 지도력으로 인정받았다. 그는 비록 주로 좌측 미드필더를 맡았지만, 반대쪽 측면도 잘 맡았다. 특히, 그는 창의적 능력으로 각광받았는데, 우수한 기술적 능력, 민첩성, 속도, 균형감각, 그리고 그의 공몰이 솜씨는 물론 배급력에도 두각을 나타내어 공격시 매우 효율적인 선수로 평가되었으며, 1대1로 쉽게 돌파해 동료의 골을 도왔다.

## 사생활
렌티니는 스웨덴 출신의 알렉산드라 칼슨을 배우자로 맞이했고 둘 사이에 아들 니콜라스가 1996년 출생했다.
니콜라스 렌티니는 골키퍼이다.

## 수상

### 클럽
밀란
- 챔피언스리그: 1993–94
- 세리에 A: 1992–93, 1993–94, 1995–96
- 수페르코파 이탈리아나: 1992, 1993, 1994

토리노
- 세리에 B: 1989–90, 2000–01
- 미트로파컵: 1991